# Виды смертной казни в истории человечества
Ниже следует неполный список различных видов смертной казни, практиковавшихся и менявшихся на протяжении истории человечества.

## Современные

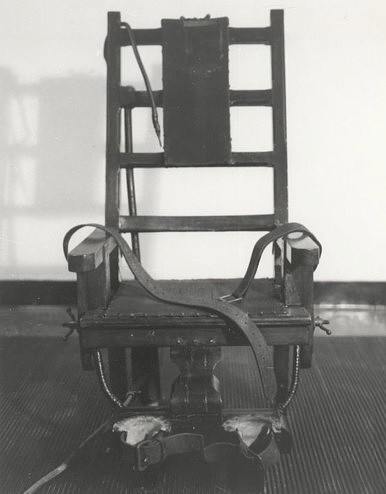
Электрический стул

| Вид                  | Страны | Примечания                                                                                               |
| -------------------- | --- | --- |
| Электрический стул   | США | Электрический стул был впервые использован 6 августа 1890 года в Обернской тюрьме штата Нью-Йорк.        |
| Удушение азотом      | США | Первый смертный приговор этим методом был приведен в исполнение 25 января 2024 в тюрьме штата Алабама.   |
| Расстрел             | Беларусь, Йемен, КНДР, Китай, Сомали, Тайвань | В России является единственной формой смертной казни, но с 1996 года не применяется, согласно мораторию. |
| Повешение            | Афганистан, Ботсвана, Египет, Ирак, Иран, Пакистан, Сингапур, Судан, Южный Судан, Япония                                                                 | |
| Побиение камнями     | Саудовская Аравия, Сомали, Афганистан, Судан, Мавритания, Йемен, Ирак, Иран, ОАЭ, Катар, Бахрейн, Кувейт, Пакистан, Бруней, Индонезия, Малайзия, Нигерия | В настоящее время побиение камнями применяется в некоторых мусульманских странах.                        |
| Смертельная инъекция | Вьетнам, Китай, США, Таиланд | |
| Обезглавливание      | Саудовская Аравия (возможно, применяется в ОАЭ, Катаре и Ираке)                                                                                          | По официальным данным применяется только в Саудовской Аравии.                                            |

## Древние
| Вид                             | Период легального применения          | Последний год официального применения | Страны                                                              | Примечания |
| ------------------------------- | ------------------------------------- | ------------------------------------- | ------------------------------------------------------------------- | --- |
| Газовая камера                  | с 1939 до н. в.                       | 1999                                  | США, Германия                                                       | Сохранено в законодательстве некоторых штатов США, де-факто не применяется с 1999 года. |
| Гильотинирование                | 1791—1981                             | 1977                                  | Франция, Германия, Италия, Швейцария                                | |
| Четвертование                   | с древности до 1870                   | 1820                                  | Великобритания, Франция, Россия                                     | В России отменено в начале XIX века |
| Колесование                     | с древности до XIX века               | 1841                                  | Германия, Франция, Россия                                           | В России введено Петром I |
| Утопление                       | с древности до XIX века               | 1808                                  |                                                                     | |
| Сваривание в жидкости           | с древности до XVII века              | 1687                                  |                                                                     | В современное время активно применялся организацией Сендеро Луминосо, в период с 1980 по 2000 год данным методом было казнено около 31 тысячи человек. |
| Распятие                        | с древности до н. в.                  | 2000-е                                | Древняя Персия, Древний Рим, Древняя Греция, Древний Египет, Япония | Теоретически распятие по-прежнему является одним из наказаний в Иране. По закону, если казнимый выдержал три дня распятия, ему позволяется жить. |
| Сожжение заживо                 | с древности до 1760                   | 1758                                  | Древний Рим, Италия, Испания, Великобритания, Россия                | В России в XVII веке сжигали в срубах старообрядцев |
| Погребение заживо               | с древности до 1745                   |                                       |                                                                     | |
| Замуровывание                   | с древности до XX века                | 1914                                  | Древний Рим, Монголия                                               | |
| Бросание на съедение к хищникам | с древности до 681 года (Древний Рим) |                                       | Древний Рим, Россия                                                 | В России — во времена правления Ивана Грозного |
| Разрезание на мелкие кусочки    | с древности до 1905                   |                                       | Китай                                                               | |
| Гаррота                         | 1828—1978                             | 1974                                  | Испания, США, Филиппины                                             | |
| Повешение за ребро              | с древности до XIX века               |                                       | Россия                                                              | |
| Посажение на кол                | с древности до XIX века               |                                       | Турция, Румыния, Россия, Польша                                     | |
| Протаскивание под килем         | с древности до 1797                   |                                       | Великобритания, Россия                                              | В России было отменено в Морском уставе Павла I в 1797 году. |
| Poena cullei                    | с древности до XVIII века             |                                       |                                                                     | |

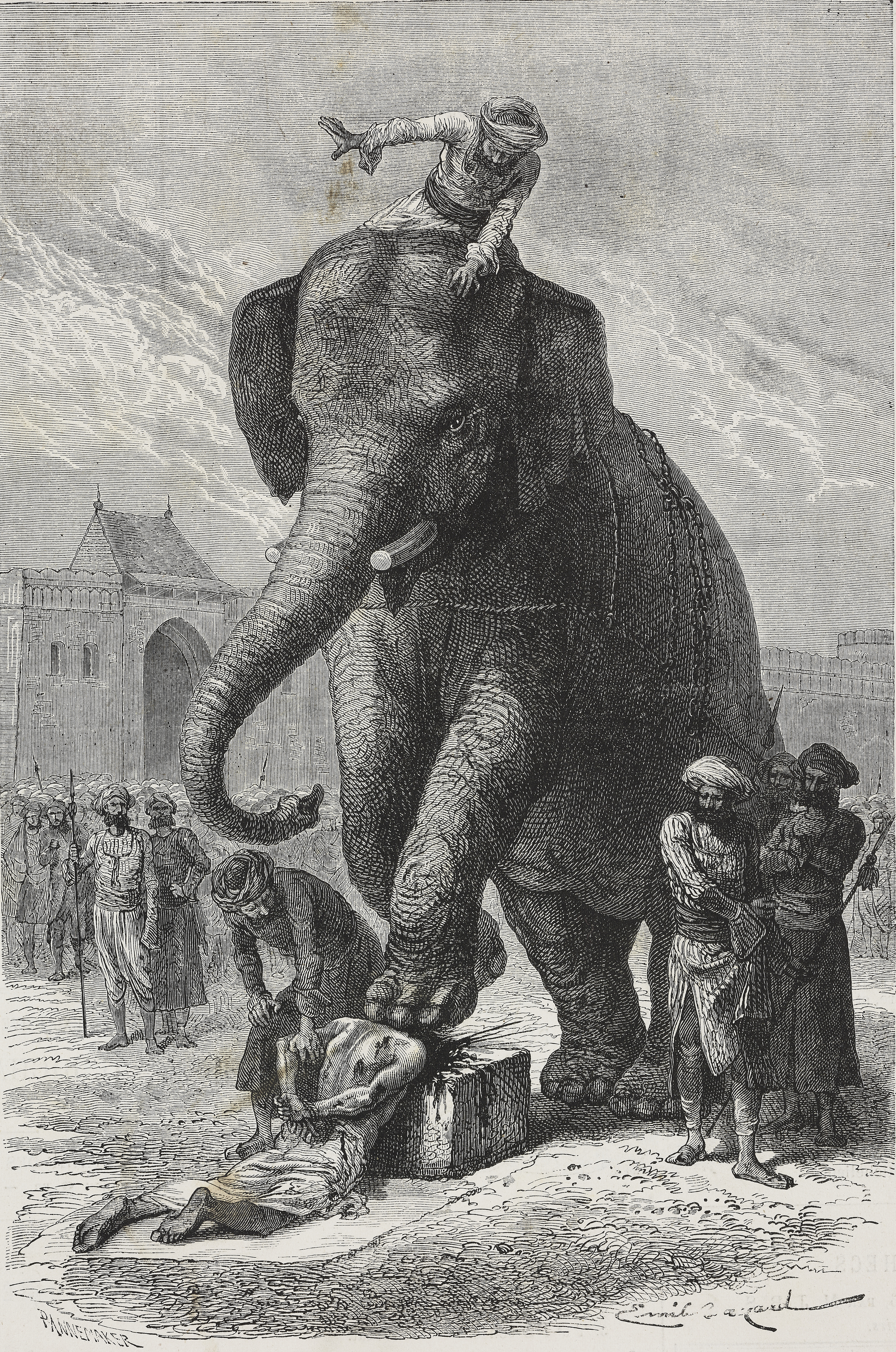
Раздавливание слоном

| Полёты смерти                   | с 1947 до XXI века                    |                                       | Аргентина, Афганистан, США, Франция, Чили                           | В Аргентине метод активно переменялся ко всем противникам военного режима в период «грязной войны». В США переменялся только по отношению к военнопленным периода войны во Вьетнаме. Во Франции переменялся только по отношению к военнопленным в период Алжирской войны. |